# Mosla pauciflora
Mosla pauciflora là một loài thực vật có hoa trong họ Hoa môi. Loài này được (C.Y.Wu) C.Y.Wu & H.W.Li mô tả khoa học đầu tiên năm 1974.